# تیتوئیسم
تیتوئیسم یک اندیشهٔ سیاسی است که ارتباط نزدیکی با یوسیپ بروز تیتو درطول جنگ سرد دارد. این اندیشه شامل یوگسلاویسم، خودگردانی کارگران، جدایی از اتحاد جماهیر شوروی و رهبری در جنبش غیرمتعهدها می‌شود.

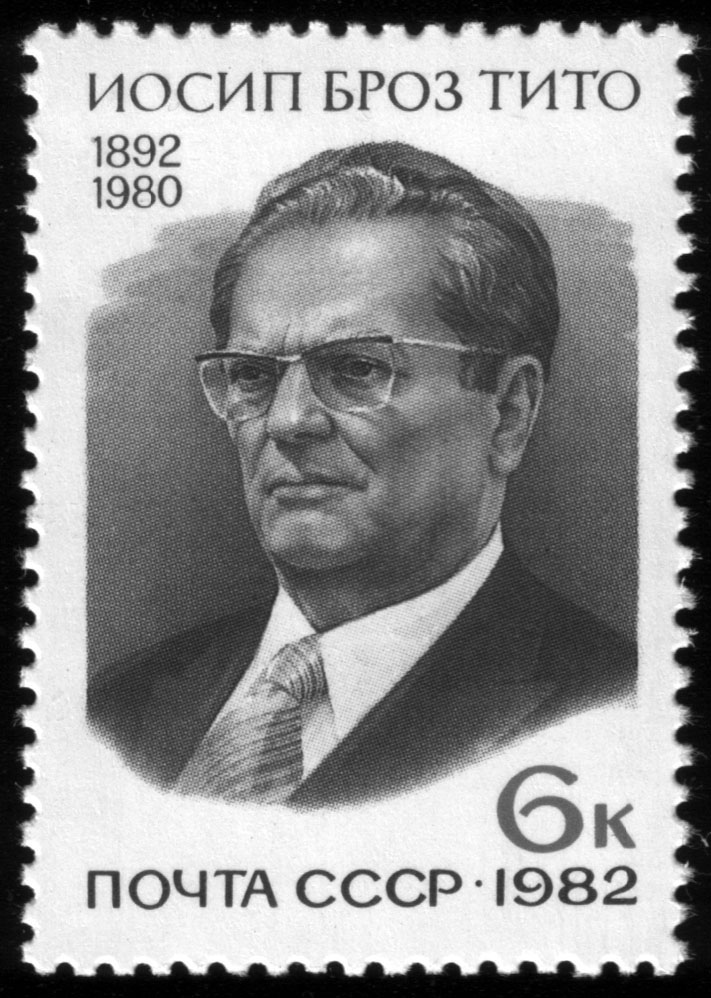
تمبر یادبود شوروی برای سالروز تولد تیتو

تیتو در جنگ جهانی دوم در یوگسلاوی رهبری پارتیزان‌های یوگسلاوی را بر عهده داشت. پس از جنگ، تنش بین یوگسلاوی و اتحاد جماهیر شوروی بالا گرفت. اگرچه این بحران و برخورد با گذشت زمان کاهش یافت، اما یوگسلاوی در زمان تیتو همچنان در اندیشه و عمل تا حدودی مستقل از شوروی باقی ماند. تیتو تا زمان مرگ در سال ۱۹۸۰، رهبر یوگسلاوی باقی ماند.
گاهی امروز واژهٔ تیتوئیسم پیوندی با یوگو-نوستالژی و آرمان بازیافت آن سرزمین متحد را دارد.

## اصول تیتوئیسم
- استقلال یوگسلاوی

تیتو شخصیتی مستقل داشت و همواره سعی کرد تا کشور خود، یوگسلاوی، را نیز مستقل نگاه‌دارد. نخستین رخدادی که این استقلال‌طلبی را اثبات کرد، برخورد وی با استبداد استالینی و عدم پذیرش قطعنامه ۱۹۴۶ در کمینفرم بود. او با عدم پذیرش این قطعنامه حاضر نشد تا مانند سایر کشورهای اروپای شرقی بخشی از اتحاد جماهیر شوروی باشد. هر چند تیتو با عدم پذیرش این نسخه به تروتسکیسم و سوسیال دموکرات متهم شد اما یوگسلاوی را درسال ۱۹۶۰ به جمهوری فدرال سوسیالیستی یوگسلاوی تغییر داد و مناطق آن کشور را همچون شوروی به شکل فدراتیو (اتحاد جمهوری‌های خودمختار) اداره کرد.
- سوسیالیسم تیتوئی

تیتو معتقد بود که دستیابی به سوسیالیسم نباید براساس یک الگو و دستور مشخص از یک نقطهٔ خاص به دیگر ملل دیکته شود، بلکه وسایل دستیابی به این هدف براساس امکانات و شرایط سرزمینی تعریف می‌شود. او مخالف نسخه‌پیچی استالین برای همهٔ کشورها و از مخالفان ایدهٔ «سوسیالیسم در یک کشور» بود. همچنین تیتو، شوروی را یک کشور امپریالیستی می‌دانست که باید با آن مقابله می‌شد.
- جنبش عدم تعهد

تیتو یکی از معتقدان به این جنبش و سازمان بود. او باور داشت که به وسیلهٔ جنبش غیرمتعهدها می‌توان با دیگر ملل همکاری داشت و وسایل مبارزه با قدرت‌های امپریالیستی را فراهم کرد.
- خودگردانی کارگران

سوسیالیسم یوگسلاوی فرقی دیگر با نوع روسی آن داشت. یوگسلاوها باور داشتند که سوسیالیسم مستقر در شوروی «بروکراتیک» و «دولتی» است و از منظر ستمگری بر کارگران دست کمی از سرمایه‌داری ندارد. نسخهٔ تیتوئیست‌ها «خودگردانی کارگری» بود. آنها می‌خواستند تا قدرت دولت به مرور کم‌رنگ شود و قدرت آن به جامعه و سازمان‌های خودگردان منتقل شود، فدراتیزاسیون و تمرکززدایی رشد کند، دموکراسی غیر حزبی گسترش یابد، ارگان‌های مدیریتی و دولتی تا کارخانه‌ها و معادن و… خودگردان و مستقل از دولت اداره شوند، خرج دولت به مرور کم شود و دولت‌زدایی بوجود می‌آید و از طریق «سوسیالیسم بازار» موسسات خودگردان هرچه بیشتر به هم نزدیک شوند.

## تیتوئیسم در عمل
با سیاست‌ها و استراتژی‌های تیتو، درعمل با شوروی و سایر کشورهای اروپای شرقی تفاوت‌هایی داشت. پلیس مخفی یوگسلاوی نسبت به سایر سرزمین‌های کمونیستی آزادی و سعهٔ صدر بیشتری به خرج می‌داد ولی آن‌ها گاهی سختی نیز داشتند مثلاً در برخورد با مخالفان دولت و ملی‌گرایان هیچ رحمی نداشتند. رسانه‌ها ابتکار عمل و آزادی بیشتری از سایر ملل شرق اروپا و کمتری نسبت به غربی‌ها داشتند. روابط با شوروی حتی پس از مرگ استالین و سیاست استالین زدایی خروشچف بهبود نیافت و جنبش غیرمتعهدها نتوانستند قطب سوم قدرت را در فضای بین‌المللی تشکیل دهند.

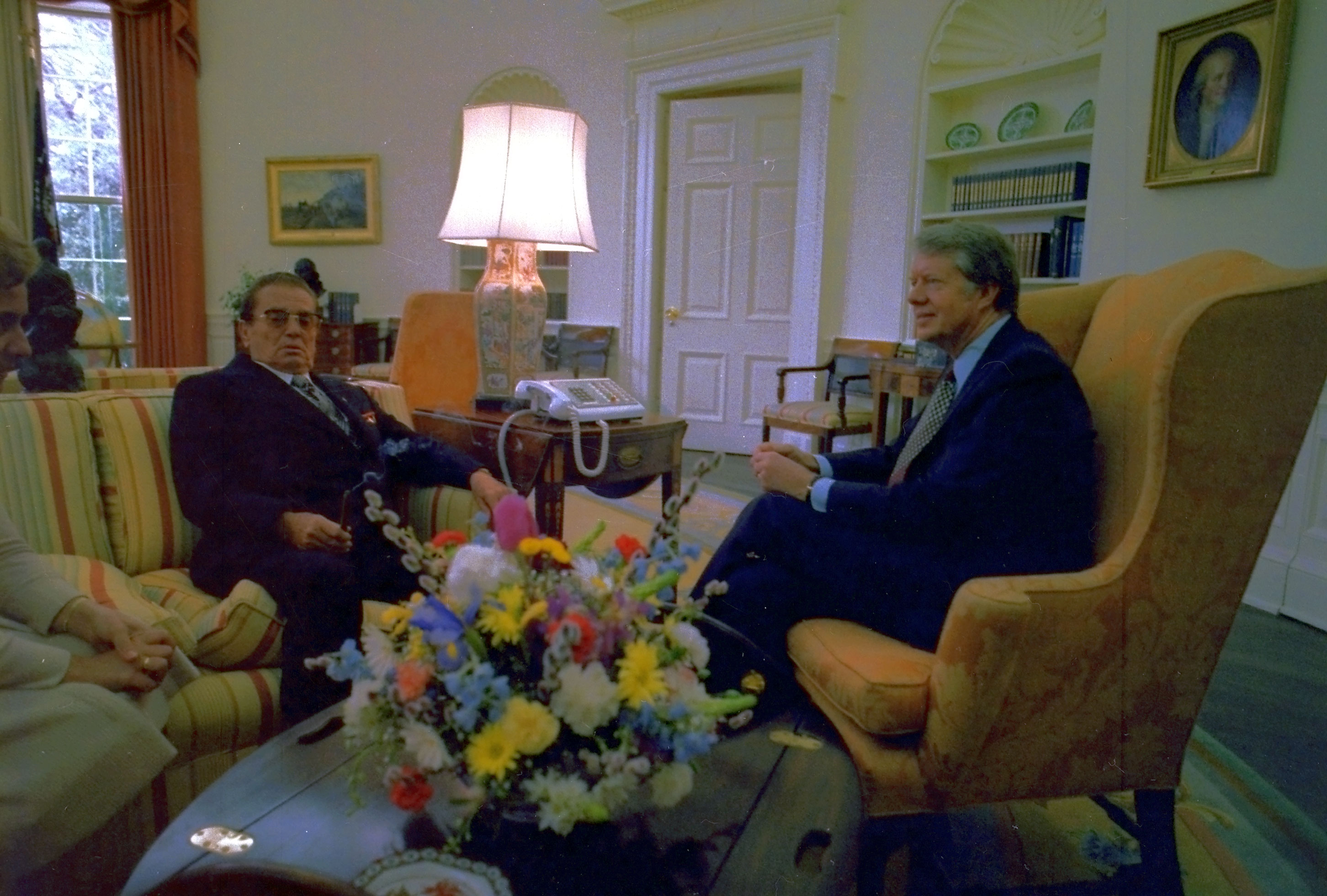
دیدار تیتو و جیمی کارتر درسال ۱۹۷۸

تیتیو روابط خوبی با دوبچک برقرار کرد و از بهار پراگ حمایت کرد. او همچنین با نیکلای چائوشسکو ارتباط خوبی داشت تاحدی که چائوشسکو از اصول عملی تیتو استفاده‌های زیادی در سرزمین خود رومانی کرد. در دههٔ ۷۰ یوگسلاوی به سمت بازار آزاد بیشتری حرکت می‌کرد ولی خیلی زود جلوی این اتفاق گرفته شد و بسیاری از لیبرال‌ها همچون میلوان جیلاس سرکوب شدند. روند تیتوئیسم از دههٔ ۸۰ تیره و سرد شد و تفکرات و جنبش‌های ملی‌گرایانه و جدایی‌طلبانه رشد کرد و درنهایت در دههٔ ۹۰ این اتحاد فروپاشید.